# Gregory van der Wiel
Gregory van der Wiel, né le 3 février 1988 à Amsterdam, est un footballeur international néerlandais jouant au poste de défenseur latéral droit. Il fait partie du Club van 100.

## Biographie
Gregory van der Wiel est né d'un père curacien et d'une mère néerlandaise. Il se rend régulièrement sur l'île d'outre-mer néerlandaise de Curaçao, la terre d'origine de son père[réf. nécessaire].

### Carrière en club

#### Ajax Amsterdam (2006-2012)

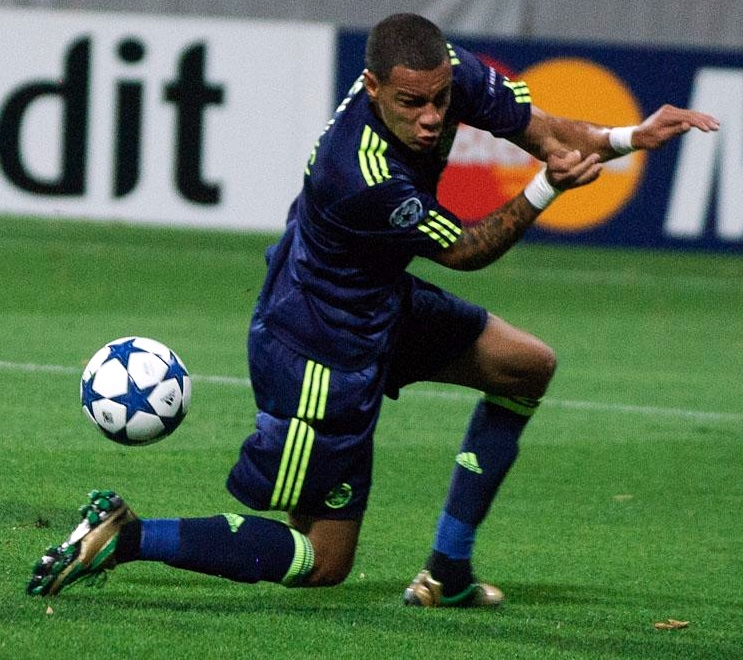
Van der Wiel sous les couleurs de l'Ajax en Ligue des champions.

Le jeune van der Wiel est formé à l'Ajax Amsterdam qu'il intègre alors qu'il a huit ans. En juin 2002, il est prêté au HFC Haarlem en raison d'un « problème de mentalité », avant de revenir en 2005 dans la capitale et d’intégrer l'équipe réserve de l'Ajax. 
Le 11 mars 2007, lors d'un match à l’extérieur contre le FC Twente, il est aligné pour la première fois dans le onze de base de l'Ajax. Cette année-là, il remporte simultanément la Coupe des Pays-Bas et le Johan Cruijff Schaal. En 2008-2009, il se fixe au poste de latéral droit sous l'influence de son entraîneur Marco van Basten. Ses prestations avec l’équipe première décident l'Ajax à prolonger son contrat jusqu’en 2011, puis jusqu’en 2013. Il gagne en 2011 et 2012 son championnat national.

#### Paris Saint-Germain (2012-2016)
Le 3 septembre 2012, il rejoint le PSG pour 6 millions d'euros et une durée de quatre ans. Il devient le troisième néerlandais à porter les couleurs parisiennes après Kees Kist et Pierre Vermeulen. Il est alors en concurrence avec Christophe Jallet. Le 1er février 2013, lors de la 23e journée de Ligue 1, il marque son premier but avec le PSG contre Toulouse pour une victoire 4 à 0. Le 12 mai 2013, il est sacré champion de France de Ligue 1 avec le Paris Saint-Germain après avoir battu l'Olympique lyonnais 0-1 au Stade de Gerland, le but du titre est inscrit par Jérémy Ménez à la 53e minute de jeu. 
Le 19 avril 2014, il remporte la Coupe de la Ligue au Stade de France avec le Paris Saint-Germain sur le score de deux buts à un, grâce à un doublé de l'attaquant uruguayen Edinson Cavani tandis qu'Alexandre Lacazette inscrit le but lyonnais. Il est en concurrence avec l'Ivoirien Serge Aurier.
Sa quatrième saison est la plus difficile dans la capitale, avec Marquinhos et Serge Aurier, ils sont alors trois à se disputer la place sur le flanc droit de la défense. Van der Wiel n'hésite pas à faire part de son insatisfaction face à cette situation, qui peut le voir passer des tribunes aux quarts de finale de Ligue des champions d'une semaine à l'autre. Après quatre saisons au club, le Paris SG officialise son départ le 17 mai 2016.

#### Fenerbahçe (2016-2017)
Le 4 juillet 2016, libre de tout contrat, il s'engage avec le club turc de Fenerbahçe.

#### Cagliari (2017-2018)
Le 25 août 2017, il s'engage avec le club italien de Cagliari pour trois années.

#### Toronto FC (2018)
Après plusieurs semaines de spéculations, il signe officiellement au Toronto FC en MLS le 1er février 2018. La franchise canadienne utilise alors de l'argent d'allocation ciblée pour faire signer le joueur néerlandais. Le 24 janvier 2019, il quitte Toronto.

### Sélection nationale

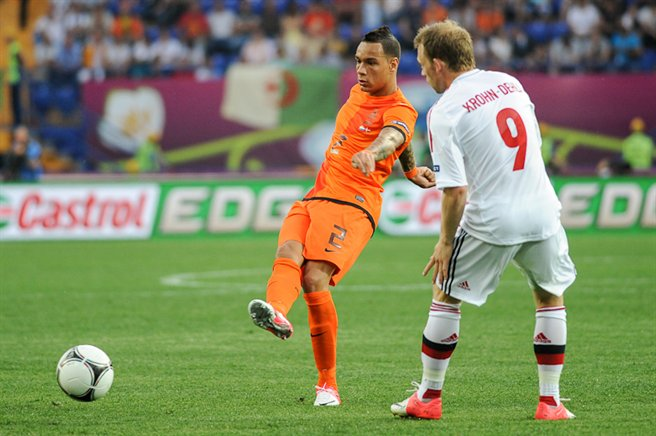
Van der Wiel et Michael Krohn-Dehli à l'Euro 2012.

Ses performances avec l'Ajax n’échappent pas à l'entraîneur national Bert van Marwijk. C’est ainsi que le mercredi 11 février 2009, il fait ses débuts en équipe nationale à la 84e minute contre la Tunisie (1-1), en remplacement de John Heitinga. Le samedi 28 mars 2009, il célèbre sa première titularisation dans le onze titulaire néerlandais par une victoire 3-0 contre l'Écosse.
Le 11 juillet 2010, il est titulaire lors de la finale de la coupe du monde de football. Il est le plus jeune joueur aligné pour ce match. Les Pays-Bas perdent contre l'Espagne (1-0) grâce à un but d'Andrés Iniesta lors de la prolongation. 
Il joue également l'Euro 2012, où les Pays-Bas réalisent une très mauvaise performance, et sont éliminés en phase de groupes.
Van der Wiel est présent lors du premier match de son équipe nationale en 2014 disputé et perdu contre la France. En mai, il ne figure pas dans la sélection néerlandaise pour la coupe du monde 2014. Il explique avoir contacté le sélectionneur Louis van Gaal pour lui signifier qu'une inflammation à un tendon rotulien l'empêche de pouvoir être en forme physique. Il revient dans l'équipe après la coupe du monde, sous la direction du nouvel entraîneur Guus Hiddink.

## Statistiques

### En club
| Saison                | Club                  | Championnat           | Championnat | Championnat | Championnat | Coupe nationale | Coupe nationale | Coupe nationale | Coupe de la Ligue | Coupe de la Ligue | Coupe de la Ligue | Supercoupe | Supercoupe | Supercoupe | Compétition(s) continentale(s) | Compétition(s) continentale(s) | Compétition(s) continentale(s) | Compétition(s) continentale(s) | Total | Total | Total |
| Saison                | Club                  | Division              | M.          | B.          | P.d.        | M.              | B.              | P.d.            | M.                | B.                | P.d.              | M.         | B.         | P.d.       | Comp.                          | M.                             | B.                             | P.d.                           | M.    | B.    | P.d.  |
| 2006-2007             | Ajax Amsterdam        | Eredivisie            | 5           | 0           | 0           | -               | -               | -               | -                 | -                 | -                 | -          | -          | -          | -                              | -                              | -                              | -                              | 5     | 0     | 0     |
| 2007-2008             | Ajax Amsterdam        | Eredivisie            | 6           | 0           | 0           | 2               | 0               | 0               | -                 | -                 | -                 | 1          | 0          | 0          | C3                             | 2                              | 0                              | 0                              | 11    | 0     | 0     |
| 2008-2009             | Ajax Amsterdam        | Eredivisie            | 32          | 2           | 4           | 2               | 0               | 0               | -                 | -                 | -                 | -          | -          | -          | C3                             | 9                              | 0                              | 0                              | 43    | 2     | 4     |
| 2009-2010             | Ajax Amsterdam        | Eredivisie            | 34          | 6           | 2           | 6               | 0               | 0               | -                 | -                 | -                 | -          | -          | -          | C3                             | 10                             | 0                              | 0                              | 50    | 6     | 2     |
| 2010-2011             | Ajax Amsterdam        | Eredivisie            | 32          | 1           | 4           | 5               | 0               | 0               | -                 | -                 | -                 | 1          | 0          | 0          | C1+C3                          | 10+4                           | 0                              | 1+0                            | 52    | 1     | 5     |
| 2011-2012             | Ajax Amsterdam        | Eredivisie            | 19          | 2           | 4           | 1               | 0               | 0               | -                 | -                 | -                 | 1          | 0          | 0          | C1                             | 6                              | 1                              | 1                              | 27    | 3     | 5     |
| 2012-2013             | Ajax Amsterdam        | Eredivisie            | 3           | 1           | 1           | -               | -               | -               | -                 | -                 | -                 | -          | -          | -          | -                              | -                              | -                              | -                              | 3     | 1     | 1     |
| Sous-total            | Sous-total            | Sous-total            | 131         | 12          | 15          | 16              | 0               | 0               | -                 | -                 | -                 | 3          | 0          | 0          | -                              | 41                             | 1                              | 2                              | 191   | 13    | 17    |
| 2012-2013             | Paris Saint-Germain   | Ligue 1               | 22          | 1           | 1           | 2               | 0               | 0               | -                 | -                 | -                 | -          | -          | -          | C1                             | 5                              | 0                              | 0                              | 29    | 1     | 1     |
| 2013-2014             | Paris Saint-Germain   | Ligue 1               | 25          | 0           | 5           | 2               | 0               | 0               | 2                 | 0                 | 0                 | -          | -          | -          | C1                             | 6                              | 0                              | 4                              | 35    | 0     | 9     |
| 2014-2015             | Paris Saint-Germain   | Ligue 1               | 25          | 1           | 3           | 5               | 0               | 1               | -                 | -                 | -                 | 1          | 0          | 0          | C1                             | 10                             | 0                              | 3                              | 41    | 1     | 7     |
| 2015-2016             | Paris Saint-Germain   | Ligue 1               | 17          | 2           | 4           | 2               | 0               | 0               | 2                 | 0                 | 0                 | -          | -          | -          | C1                             | 6                              | 0                              | 1                              | 27    | 2     | 5     |
| Sous-total            | Sous-total            | Sous-total            | 89          | 4           | 13          | 11              | 0               | 1               | 4                 | 0                 | 0                 | 1          | 0          | 0          | -                              | 27                             | 0                              | 8                              | 132   | 4     | 22    |
| 2016-2017             | Fenerbahçe SK         | Süper Lig             | 11          | 0           | 0           | 1               | 0               | 0               | -                 | -                 | -                 | -          | -          | -          | C1+C3                          | 2+3                            | 0+0                            | 1+0                            | 17    | 0     | 1     |
| Sous-total            | Sous-total            | Sous-total            | 11          | 0           | 0           | 1               | 0               | 0               | -                 | -                 | -                 | -          | -          | -          | -                              | 5                              | 0                              | 1                              | 17    | 0     | 1     |
| 2017-2018             | Cagliari              | Serie A               | 4           | 0           | 0           | 1               | 0               | 0               | -                 | -                 | -                 | -          | -          | -          | -                              | -                              | -                              | -                              | 5     | 0     | 0     |
| Sous-total            | Sous-total            | Sous-total            | 4           | 0           | 0           | 1               | 0               | 0               | -                 | -                 | -                 | -          | -          | -          | -                              | -                              | -                              | -                              | 5     | 0     | 0     |
| 2018                  | Toronto FC            | MLS                   | 27          | 0           | 4           | 0               | 0               | 0               | -                 | -                 | -                 | -          | -          | -          | LCC                            | 6                              | 0                              | 0                              | 33    | 0     | 4     |
| Sous-total            | Sous-total            | Sous-total            | 27          | 0           | 4           | 0               | 0               | 0               | -                 | -                 | -                 | -          | -          | -          | -                              | 6                              | 0                              | 0                              | 33    | 0     | 4     |
| Total sur la carrière | Total sur la carrière | Total sur la carrière | 261         | 16          | 32          | 28              | 0               | 1               | 4                 | 0                 | 0                 | 4          | 0          | 0          | -                              | 79                             | 1                              | 11                             | 376   | 17    | 44    |

### En sélection nationale
| Saison                | Sélection             | Phases finales        | Phases finales | Phases finales | Phases finales | Éliminatoires | Éliminatoires | Éliminatoires | Matchs amicaux | Matchs amicaux | Matchs amicaux | Total | Total | Total |
| Saison                | Sélection             | Compétition           | M              | B              | Pd             | M             | B             | Pd            | M              | B              | Pd             | M     | B     | Pd    |
| --------------------- | --------------------- | --------------------- | -------------- | -------------- | -------------- | ------------- | ------------- | ------------- | -------------- | -------------- | -------------- | ----- | ----- | ----- |
| 2008-2009             | Pays-Bas              | -                     | -              | -              | -              | 2             | 0             | 0             | 1              | 0              | 0              | 3     | 0     | 0     |
| 2009-2010             | Pays-Bas              | Coupe du monde 2010   | 5              | 0              | 0              | 1             | 0             | 0             | 6              | 0              | 0              | 12    | 0     | 0     |
| 2010-2011             | Pays-Bas              | -                     | -              | -              | -              | 6             | 0             | 1             | 3              | 0              | 0              | 9     | 0     | 1     |
| 2011-2012             | Pays-Bas              | Euro 2012             | 3              | 0              | 0              | 4             | 0             | 0             | 4              | 0              | 0              | 11    | 0     | 0     |
| 2012-2013             | Pays-Bas              | -                     | -              | -              | -              | -             | -             | -             | -              | -              | -              | 0     | 0     | 0     |
| 2013-2014             | Pays-Bas              | Coupe du monde 2014   | -              | -              | -              | -             | -             | -             | 2              | 0              | 0              | 2     | 0     | 0     |
| 2014-2015             | Pays-Bas              | -                     | -              | -              | -              | 5             | 0             | 0             | 2              | 0              | 1              | 7     | 0     | 1     |
| 2015-2016             | Pays-Bas              | -                     | -              | -              | -              | 2             | 0             | 0             | -              | -              | -              | 2     | 0     | 0     |
| Total sur la carrière | Total sur la carrière | Total sur la carrière | 8              | 0              | 0              | 20            | 0             | 1             | 18             | 0              | 1              | 46    | 0     | 2     |

## Palmarès

### En club
Gregory van der Wiel remporte ses premiers titres avec son club formateur de l'Ajax Amsterdam en remportant la coupe des Pays-Bas en 2010 et la Supercoupe des Pays-Bas en 2007. Il est champion des Pays-Bas à deux reprises en 2011 et 2012 et trois fois vice-champion en 2007, 2008 et 2010. Il est également finaliste de la coupe des Pays-Bas en 2011 et de la Supercoupe des Pays-Bas en 2010 et 2011.
Parti ensuite au Paris Saint-Germain, il est champion de France à quatre reprises en 2013, 2014, 2015 et 2016 et remporte la coupe de France en 2015 et le Trophée des champions 2014. Il est sur le banc lorsque le PSG remporte la Coupe de France 2016, la Coupe de la Ligue 2015 ainsi que le Trophée des champions 2013.

### En sélection nationale
Avec les Pays-Bas, il est finaliste de la Coupe du monde 2010 mais battu par l'Espagne.

#### Distinctions personnelles
Il est élu meilleur latéral du championnat des Pays-Bas en 2011 et 2012 et meilleur défenseur du championnat des Pays-Bas en 2010, 2011 et 2012.

## Vie privée
Il a été en couple avec le mannequin belge Stephanie Rose Bertram pendant 8 ans. Il a eu 2 enfants avec cette dernière. Elle annonce sa grossesse via un cliché sur les réseaux sociaux en septembre 2017. En février 2018, ils annoncent la naissance de Naleya Rose, leur fille. Au mois de février 2021, le couple divulgue la naissance de sa deuxième fille, nommée Zaylee Rose.
Lui et Rose Bertram se sont séparés mais ont souhaité garder une bonne relation pour leurs filles. 
Grégory est désormais en couple avec une certaine Mathilde. 